# Leachia atlantica
Leachia atlantica är en bläckfiskart som först beskrevs av Degner 1925.  Leachia atlantica ingår i släktet Leachia och familjen Cranchiidae. Inga underarter finns listade i Catalogue of Life.